# Ichneumon inutilis
Ichneumon inutilis är en stekelart som beskrevs av Wesmael 1855. Ichneumon inutilis ingår i släktet Ichneumon och familjen brokparasitsteklar. Inga underarter finns listade i Catalogue of Life.